# Évaux-les-Bains
Évaux-les-Bains est une commune française située dans le département de la Creuse, en région Nouvelle-Aquitaine.
Ses habitants sont les  Évahoniens et les Évahoniennes.

## Géographie

### Localisation
La ville d'Évaux-les-Bains est située au cœur de la Combraille en Marche, aux confins du Bourbonnais, de l'Auvergne et de la Marche.
La commune est à 3,2 km de Saint-Julien-la-Genête, 5,6 de Chambon-sur-Voueize et 30,1 de Néris-les-Bains.

### Géologie et relief
- Carte de l'occupation des sols de Évaux-les-Bains sur le Géoportail de l'ARB Nouvelle-Aquitaine : Entités paysagères:

Territoire communal : Occupation du sol (Corinne Land Cover); Cours d'eau (BD Carthage),
Géologie : Carte géologique; Coupes géologiques et techniques,
 Hydrogéologie : Masses d'eau souterraine; BD Lisa; Cartes piézométriques.
- Carte des paysages

### Sismicité
Commune située dans une zone de sismicité 2 faible.

### Hydrographie et les eaux souterraines
Cours d'eau traversant la commune :
- Le Cher[3].
- La Tardes[4].

### Voies de communications et transports

#### Voies routières
- D 19 vers Saint-Julien-la-Genête.
- D 993 vers Chambon-sur-Voueize.
- La voie verte entre Montluçon (Allier) et Evaux-les-Bains (Creuse)[5].

#### Transports en commun
- Réseau Transports Nouvelle Aquitaine.

##### SNCF
- Liste des gares de la Creuse.
- Gare de Montluçon-Ville.

### Hydrographie
La commune est bordée sur quatorze kilomètres par le Cher en deux tronçons séparés par la commune de Chambonchard, au nord-est ainsi qu'au sud-est, et par son affluent la Tardes, au nord et au nord-ouest sur également quatorze kilomètres. Le Chat Cros conflue avec la Tardes à l'ouest de la commune. La retenue du barrage de Rochebut ennoie les cours de la Tardes et du Cher sur plusieurs kilomètres en limite de la commune.

### Intercommunalité
Commune membre de la Creuse Confluence.

### Communes limitrophes
| Budelière           | Teillet-Argenty Allier             | Mazirat Allier                            |
| Chambon-sur-Voueize | Évaux-les-Bains                    | La Petite-Marche Allier                   |
| Sannat              | Fontanières Saint-Julien-la-Genête | Chambonchard Château-sur-Cher Puy-de-Dôme |

### Climat
Pour des articles plus généraux, voir Climat de la Nouvelle-Aquitaine et Climat de la Creuse.
Historiquement, la commune est exposée à un climat montagnard.
En 2020, Météo-France publie une typologie des climats de la France métropolitaine dans laquelle la commune est exposée à un climat de montagne et est dans la région climatique Ouest et nord-ouest du Massif Central, caractérisée par une pluviométrie annuelle de 900 à 1 500 mm, maximale en automne et en hiver.
Pour la période 1971-2000, la température annuelle moyenne est de 10,3 °C, avec une amplitude thermique annuelle de 15,7 °C. Le cumul annuel moyen de précipitations est de 838 mm, avec 11,1 jours de précipitations en janvier et 7,6 jours en juillet. Pour la période 1991-2020, la température moyenne annuelle observée sur la station météorologique la plus proche, située sur la commune d'Auzances à 17 km à vol d'oiseau, est de 10,6 °C et le cumul annuel moyen de précipitations est de 898,1 mm,. Pour l'avenir, les paramètres climatiques de la commune estimés pour 2050 selon différents scénarios d’émission de gaz à effet de serre sont consultables sur un site dédié publié par Météo-France en novembre 2022.

## Urbanisme

### Typologie
Au 1er janvier 2024, Évaux-les-Bains est catégorisée bourg rural, selon la nouvelle grille communale de densité à 7 niveaux définie par l'Insee en 2022.
Elle est située hors unité urbaine et hors attraction des villes,.

### Occupation des sols
L'occupation des sols de la commune, telle qu'elle ressort de la base de données européenne d’occupation biophysique des sols Corine Land Cover (CLC), est marquée par l'importance des territoires agricoles (73,6 % en 2018), une proportion sensiblement équivalente à celle de 1990 (73,9 %). La répartition détaillée en 2018 est la suivante :
prairies (32,3 %), zones agricoles hétérogènes (32 %), forêts (23 %), terres arables (9,3 %), zones urbanisées (2,3 %), eaux continentales (1,1 %). L'évolution de l’occupation des sols de la commune et de ses infrastructures peut être observée sur les différentes représentations cartographiques du territoire : la carte de Cassini (XVIIIe siècle), la carte d'état-major (1820-1866) et les cartes ou photos aériennes de l'IGN pour la période actuelle (1950 à aujourd'hui).

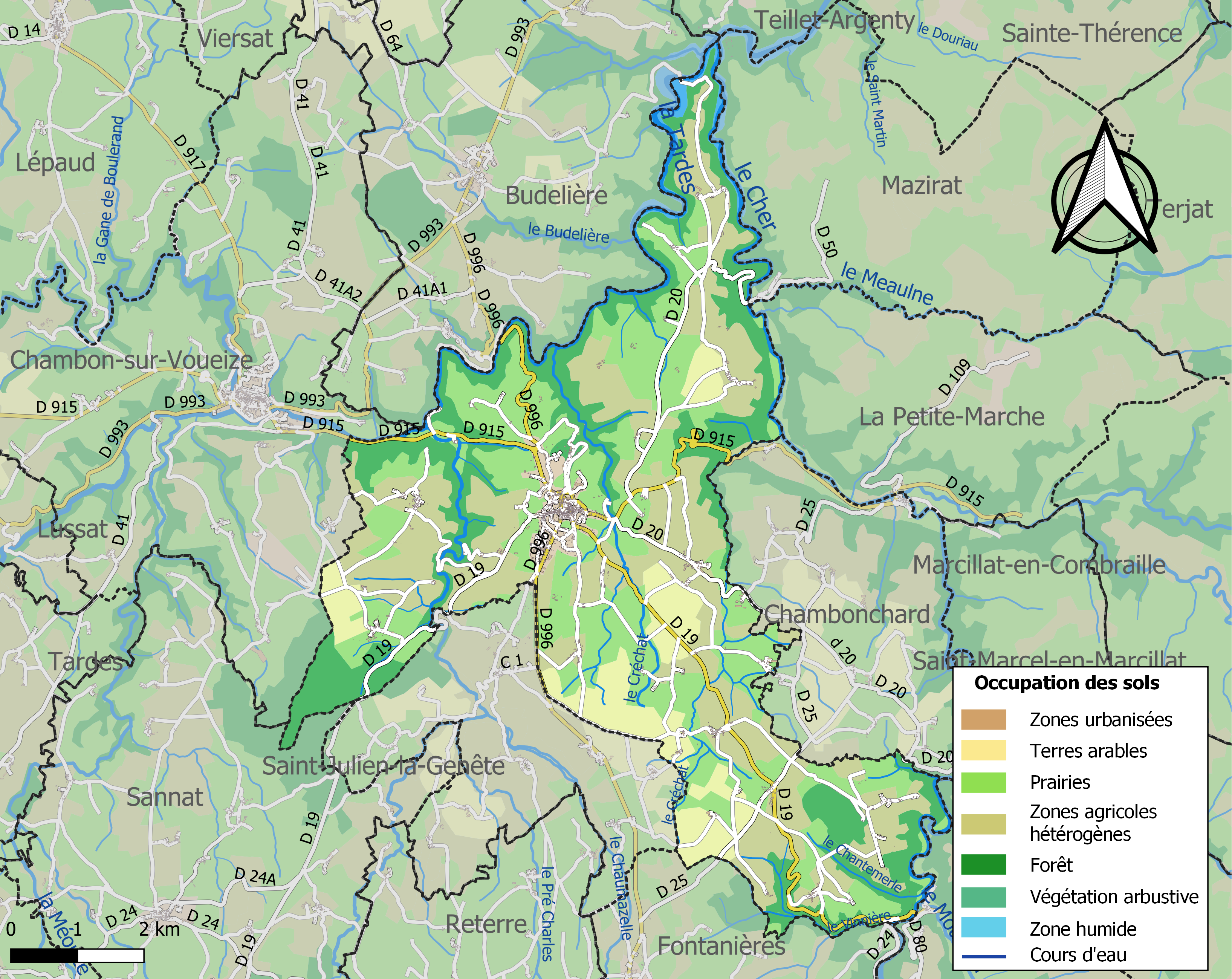
Carte des infrastructures et de l'occupation des sols de la commune en 2018 (CLC).

### Risques majeurs
Le territoire de la commune d'Évaux-les-Bains est vulnérable à différents aléas naturels : météorologiques (tempête, orage, neige, grand froid, canicule ou sécheresse) et séisme (sismicité faible). Il est également exposé à un risque particulier : le risque de radon. Un site publié par le BRGM permet d'évaluer simplement et rapidement les risques d'un bien localisé soit par son adresse soit par le numéro de sa parcelle.

#### Risques naturels

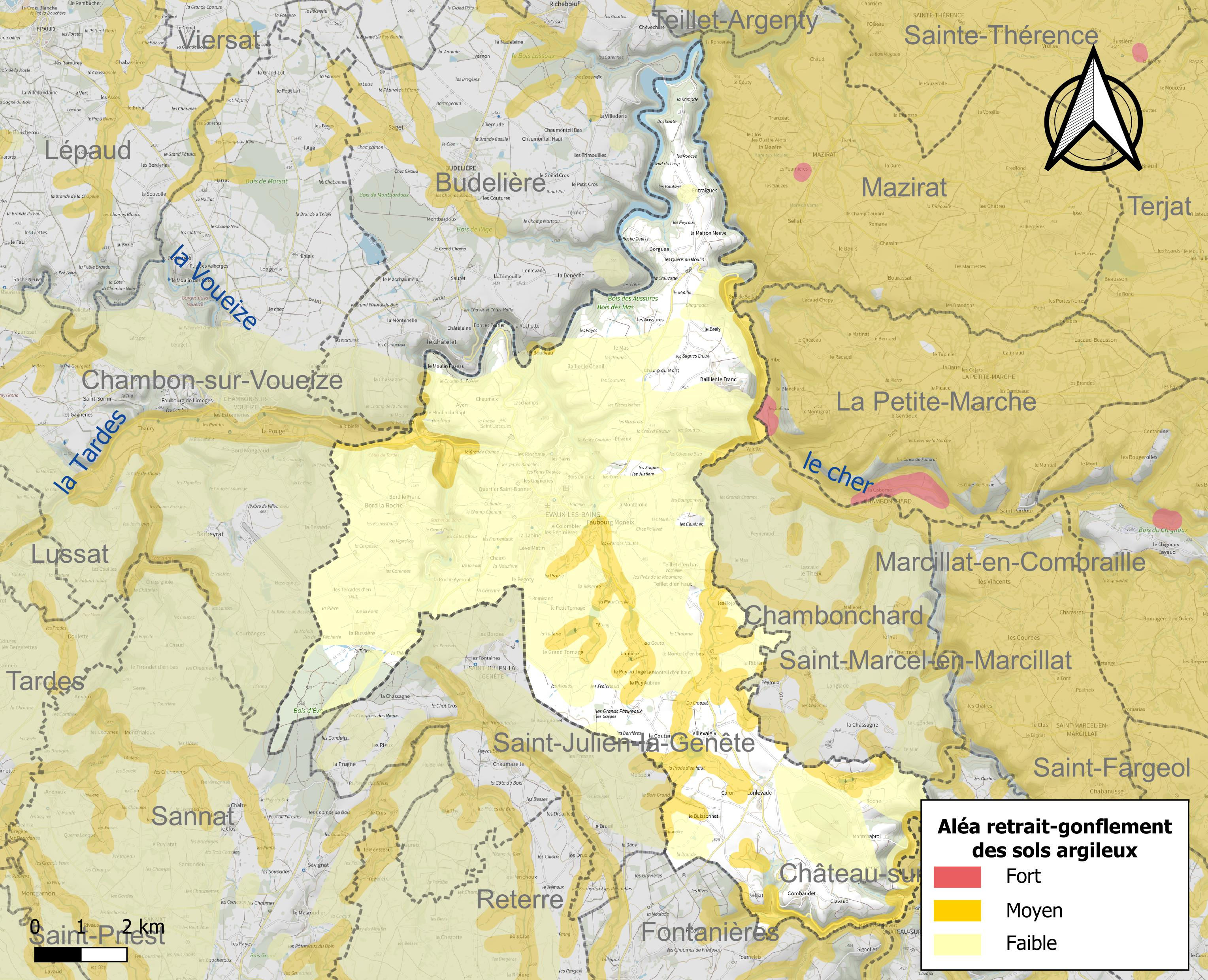
Carte des zones d'aléa retrait-gonflement des sols argileux d'Évaux-les-Bains.

Le retrait-gonflement des sols argileux est susceptible d'engendrer des dommages importants aux bâtiments en cas d’alternance de périodes de sécheresse et de pluie. 14,6 % de la superficie communale est en aléa moyen ou fort (33,6 % au niveau départemental et 48,5 % au niveau national). Sur les 836 bâtiments dénombrés sur la commune en 2019, 31 sont en aléa moyen ou fort, soit 4 %, à comparer aux 25 % au niveau départemental et 54 % au niveau national. Une cartographie de l'exposition du territoire national au retrait gonflement des sols argileux est disponible sur le site du BRGM,.
Par ailleurs, afin de mieux appréhender le risque d’affaissement de terrain, l'inventaire national des cavités souterraines permet de localiser celles situées sur la commune.
La commune a été reconnue en état de catastrophe naturelle au titre des dommages causés par les inondations et coulées de boue survenues en 1982, 1992, 1999 et 2012. Concernant les mouvements de terrains, la commune a été reconnue en état de catastrophe naturelle au titre des dommages causés par la sécheresse en 2019 et par des mouvements de terrain en 1999.

#### Risque particulier
Dans plusieurs parties du territoire national, le radon, accumulé dans certains logements ou autres locaux, peut constituer une source significative d’exposition de la population aux rayonnements ionisants. Certaines communes du département sont concernées par le risque radon à un niveau plus ou moins élevé. Selon la classification de 2018, la commune d'Évaux-les-Bains est classée en zone 3, à savoir zone à potentiel radon significatif.

## Toponymie
Dans les parlers bourbonnais et marchois, tous deux dialecte du Croissant, mais aussi en occitan, la commune est nommée Evahon.

## Histoire

### Antiquité

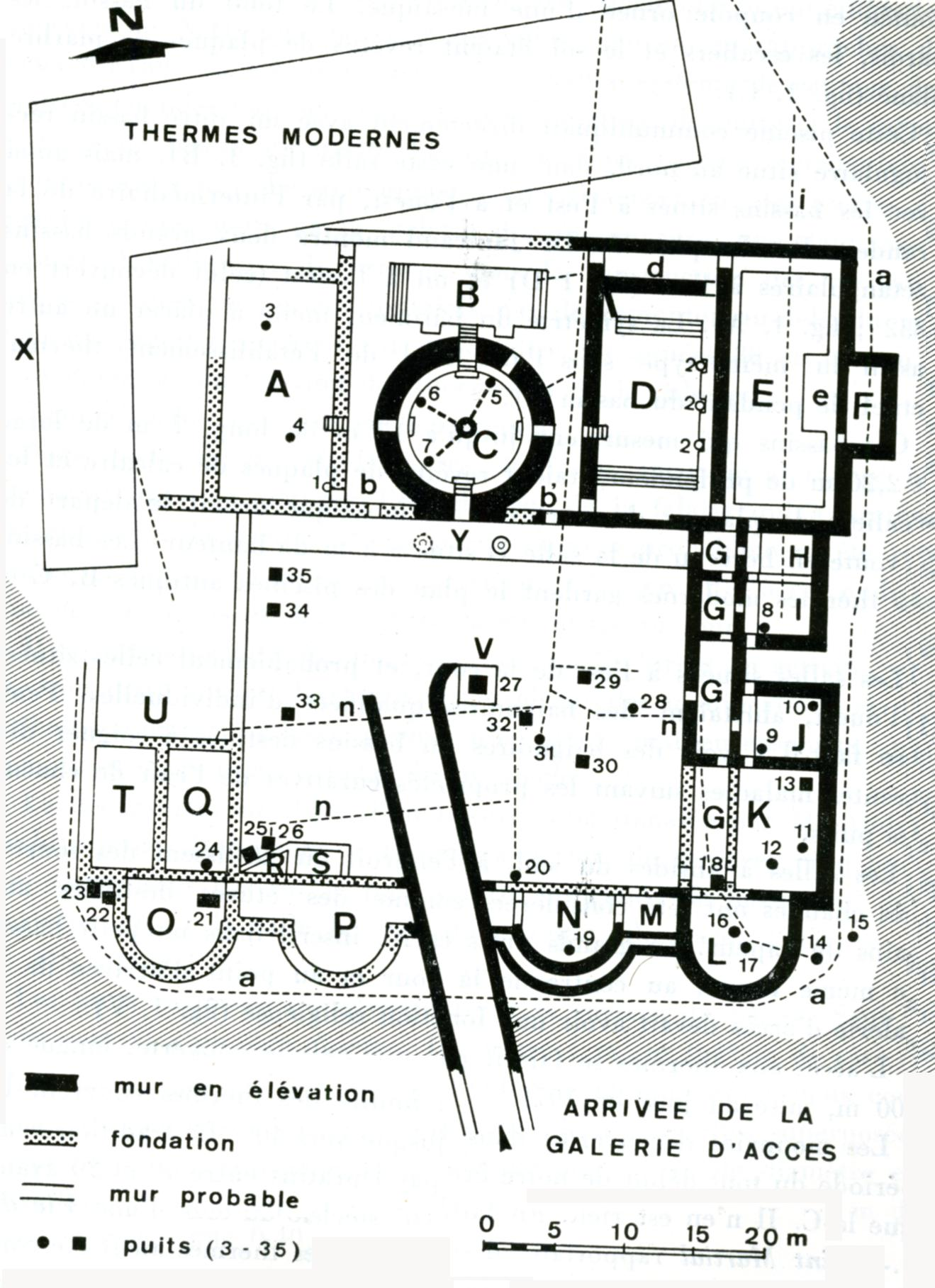
Plan des thermes gallo-romains.
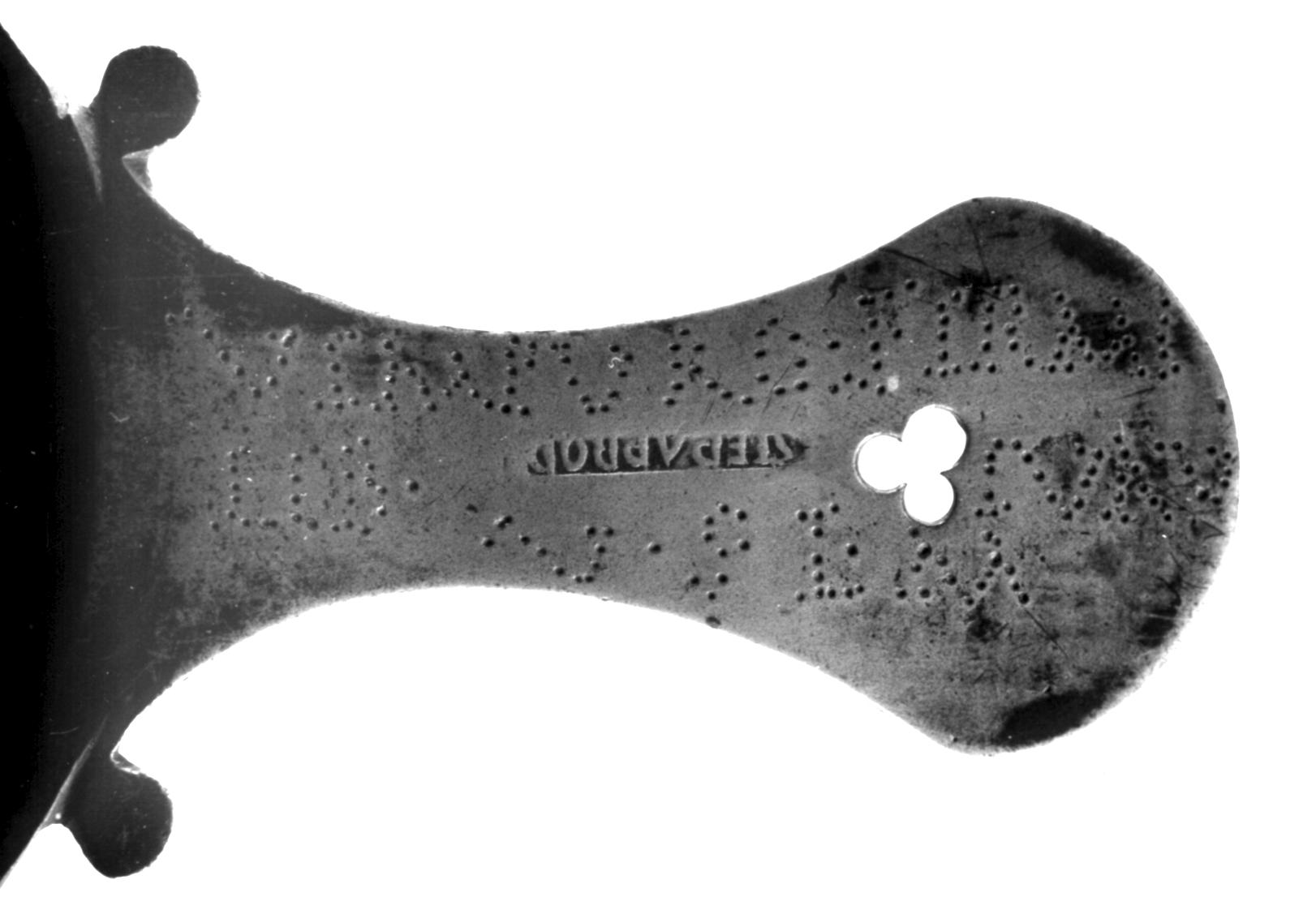
Manche de la patère avec inscription.
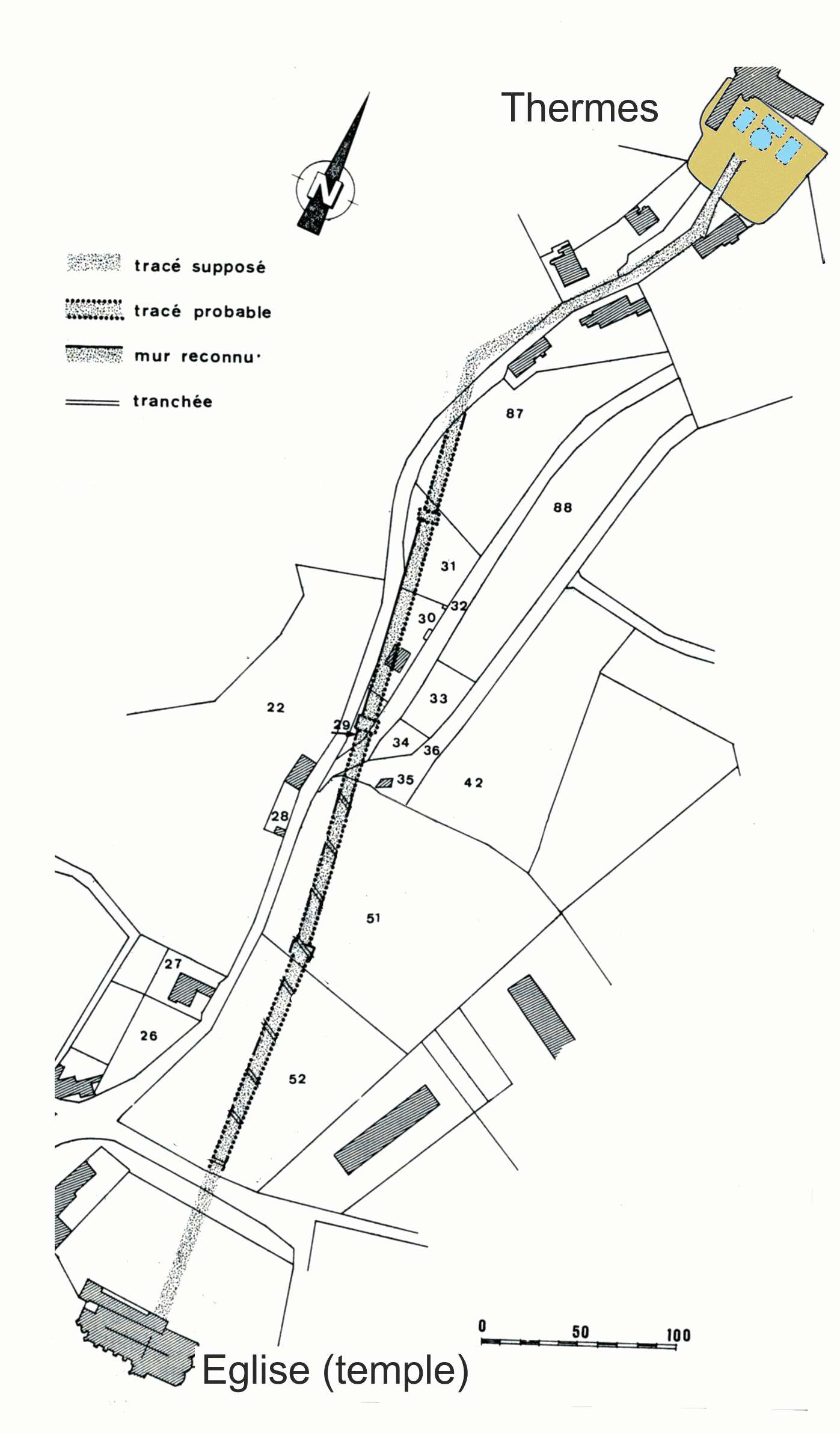
Galerie accès aux thermes.

Le vicus gallo-romain d'Evaux est lié aux sources thermales qui jaillissent dans un vallon étroit aux pentes abruptes, à 600 m au nord du bourg. À ce rôle initial, a dû s'ajouter la fonction de carrefour routier avec tous les échanges que cela peut impliquer.
Un aqueduc enterré l'alimente en eau potable depuis Reterre où il recueillait les sources de la Valazière. Son tracé, guidé par les courbes de niveau, fait de nombreux détours et sa longueur est estimée à 17 km. Sur cette distance, il passe de 580 m à 460 m, soit une dénivellation totale de 120 m.
Le vicus doit son nom à la divinité locale des sources nommée IVAOS, connue par une dédicace tracée sur le manche d'une patère en bronze : VIMPVRO FIRMI LIB. IVAV V.S.L.M.
Les lettres sont formées par des points obtenus avec un poinçon. Afin de capter les sources aux propriétés curatives, les bâtisseurs ont profondément décaissé la roche pour constituer une vaste plate-forme horizontale de 350 mètres carrés, à l'endroit où les sources jaillissaient. Ils ont coulé une immense dalle de béton atteignant 3,50 m d'épaisseur dans laquelle une quarantaine de puits furent aménagés, à l'aplomb des points d'émergence.

### Moyen Âge
Au VIe siècle, Grégoire de Tours, évoquant le tombeau de Saint-Marien mentionne le Vicus Evaunensis montrant, qu'en basse-époque, le vicus a survécu à l'abandon probable des thermes. Un lieu de culte chrétien se développa autour de la tombe de cet ermite, mort au VIe siècle. Un monastère aurait existé au Xe siècle, mais il aurait été détruit au XVIIe siècle.
Capitale de la Combraille au XIIIe siècle, après la ville de Chambon-sur-Voueize à la suite du mariage de Péronnelle de Chambon au comte Guy II d'Auvergne. Plus tard, elle fut assiégée pendant la Guerre de Cent Ans (1337-1453) puis par l'armée du roi de France Charles VII pendant la guerre de la Praguerie.
La station thermale abandonnée depuis le Ve siècle, connaît un début de renouveau au XVIIe siècle.

### Ancien Régime
Au XVIIIe siècle Evaux est chef-lieu d'élection au sein de la généralité de Moulins. L'Élection d'Evaux-les-Bains correspond à la Combraille, partie divisée entre Limousin et Auvergne de la Généralité de Moulins,.
À la révolution elle fut chef-lieu de district entre 1790 et 1800.

### XXesiècle
Évaux devient Évaux-les-Bains le 2 avril 1961.
L'hôpital bénévole 50 bis de l'ancien Ordre du Verbe incarné fut installé pendant la Première Guerre mondiale dans le couvent attenant à l'église d'Évaux, les religieuses ayant été dispersées par les lois anti-congrégationnistes du début du siècle.
Les affections les plus couramment relevées sont : tuberculose, tétanos, méningite, myocardite. Les malades venaient le plus souvent d'une formation sanitaire installée au couvent. Il va recevoir 1 740 patients, six vont y décéder ; le premier en janvier 1915 et le dernier en juin 1918, cinq sont enterrés dans le carré militaire du cimetière d'Évaux. L'ancien couvent du Verbe incarné, devenu hôpital, sera détruit par un incendie accidentel le 12 septembre 1942.
L'établissement thermal a été réquisitionné par les autorités de Vichy de 1942 à 1944. De nombreuses personnalités de la Troisième République furent détenues dans le grand hôtel, parmi lesquelles : Édouard Herriot et Léon Jouhaux ainsi que des généraux, des députés, des juifs et des personnalités diverses.
Gardées par un groupe mobile de réserve, elles furent libérées le 8 juin 1944.

## Héraldique
|  | Les armoiries d'Évaux-les-Bains se blasonnent ainsi : De sable aux trois chevrons d'or soutenus d'une étoile du même. |

## Population et société

### Démographie

#### Pyramide des âges
L'évolution du nombre d'habitants est connue à travers les recensements de la population effectués dans la commune depuis 1793. Pour les communes de moins de 10 000 habitants, une enquête de recensement portant sur toute la population est réalisée tous les cinq ans, les populations de référence des années intermédiaires étant quant à elles estimées par interpolation ou extrapolation. Pour la commune, le premier recensement exhaustif entrant dans le cadre du nouveau dispositif a été réalisé en 2005.

En 2022, la commune comptait 1 285 habitants, en évolution de −7,29 % par rapport à 2016 (Creuse : −3,32 %, France hors Mayotte : +2,11 %).
| 1793  | 1800  | 1806  | 1821  | 1831  | 1836  | 1841  | 1846  | 1851  |
| ----- | ----- | ----- | ----- | ----- | ----- | ----- | ----- | ----- |
| 1 094 | 2 081 | 2 013 | 2 149 | 2 445 | 2 655 | 2 698 | 2 760 | 2 837 |

| 1856  | 1861  | 1866  | 1872  | 1876  | 1881  | 1886  | 1891  | 1896  |
| ----- | ----- | ----- | ----- | ----- | ----- | ----- | ----- | ----- |
| 2 679 | 2 697 | 2 786 | 2 836 | 2 967 | 3 008 | 3 183 | 3 040 | 3 210 |

| 1901  | 1906  | 1911  | 1921  | 1926  | 1931  | 1936  | 1946  | 1954  |
| ----- | ----- | ----- | ----- | ----- | ----- | ----- | ----- | ----- |
| 3 443 | 3 015 | 3 421 | 2 582 | 2 416 | 2 169 | 2 151 | 2 003 | 1 919 |

| 1962  | 1968  | 1975  | 1982  | 1990  | 1999  | 2005  | 2006  | 2010  |
| ----- | ----- | ----- | ----- | ----- | ----- | ----- | ----- | ----- |
| 1 873 | 1 822 | 1 727 | 1 810 | 1 716 | 1 545 | 1 572 | 1 564 | 1 457 |

| 2015  | 2020  | 2022  | - | - | - | - | - | - |
| ----- | ----- | ----- | - | - | - | - | - | - |
| 1 383 | 1 297 | 1 285 | - | - | - | - | - | - |

### Enseignement
Établissements d'enseignements :
- Écoles maternelles et primaires.
- Collèges à  Marcillat-en-Combraille, Auzances, Pionsat, Néris-les-Bains, Montluçon.
- Lycées à Durdat-Larequille, Montluçon.

### Cultes
- Culte catholique, Paroisse Saint-Marien-en-Combrailles[38], Diocèse de Limoges.

## Politique et administration

### Liste des maires
| Période                                  | Période  | Identité           | Étiquette            | Qualité |
| ---------------------------------------- | -------- | ------------------ | -------------------- | --- |
| ca 1875                                  |          | Lecler Maisonrouge |                      | propriétaire du château de Relibert                                                                              |
| Les données manquantes sont à compléter. |          |                    |                      | |
|                                          |          | Dr Legathe         |                      | |
| 1965                                     | 2001     | Serge Cléret       | PSU puis PS puis UDF | Instituteur puis professeur puis conseiller financier Conseiller général du canton d'Évaux-les-Bains (1964-2001) |
| 2001                                     | 2008     | Gérard Bonhomme    | DVD                  | Médecin |
| 2008                                     | 2014     | Bernard Campos     | PS                   | |
| 2014                                     | En cours | Bruno Papineau     | DVD                  | Cadre |

### Budget et fiscalité 2021
En 2021, le budget de la commune était constitué ainsi :
- total des produits de fonctionnement : 1 616 000 €, soit 1 157 € par habitant ;
- total des charges de fonctionnement : 1 378 000 €, soit 986 € par habitant ;
- total des ressources d'investissement : 1 631 000 €, soit 1 167 € par habitant ;
- total des emplois d'investissement : 701 000 €, soit 502 € par habitant ;
- endettement : 790 000 €, soit 565 € par habitant.

Avec les taux de fiscalité suivants :
- taxe d'habitation : 11,11 % ;
- taxe foncière sur les propriétés bâties : 43,17 % ;
- taxe foncière sur les propriétés non bâties : 66,36 % ;
- taxe additionnelle à la taxe foncière sur les propriétés non bâties : 0,00 % ;
- cotisation foncière des entreprises : 0,00 %.

Chiffres clés Revenus et pauvreté des ménages en 2020 : médiane en 2020 du revenu disponible, par unité de consommation : 20 120 €.

## Économie

### Entreprises et commerces

#### Agriculture
- Culture et élevage associés.
- Élevage d'autres bovins et de buffles.
- Culture de céréales, de légumineuses et de graines oléagineuses
- Maraîchage, horticulture, polyculture.
- Station de monte des haras nationaux.
- Coopérative agricole.
- Agriculteurs.
- Réparation Agricole & horticole.

#### Tourisme
- Grand hôtel thermal[43].
- Grand hôtel de la fontaine[44].
- Restaurants.
- Auberge du Moulin chancelier[45].

#### Commerces et services[46]
- Thermalisme & remise en forme.
- Produits dermatologiques.
- Hôtellerie & Meubles.
- Sucre de cerises.
- Fromages.
- Casino.
- Supermarché : Super U
- Artisanat
- Marché

### Associations, clubs et activités sportives
Activités diverses :
- A.C.C.A. Évaux (Association Communale de Chasse Agréée)
- AC-PG-CATM-VEUVES (Anciens Combattants, Prisonniers de Guerre, Combattants d'Algérie, Tunisie, Maroc, veuves de ressortissants de l'ONAC)
- A.D.D.S.P.C (Association de Défense et de Développement des Services Publics pour la Combrailles)
- A.D.E.C. (Aide à Domicile Évaux-Chambon)
- A.L.E.F.P.A. - Le Petit Prince I.T.E.P. (Association Laïque Éducation Formation Prévention et l'Autonomie)
- Amicale des commerçants
- Amicale du Marché Vieux
- A.P.C.A. (Association pour la Promotion la Culture et l'Art)
- Association des Genêt d'Or et de la Maison de Retraite
- Association diocésaine - Paroisse St Marien
- Association Locale des Témoins de Jéhovah
- Comité des fêtes d'Évaux-les-Bains
- Évaux, son Histoire et son Patrimoine
- Les P’tits Filous - Centre de loisirs sans hébergement, multi-accueil (crèche, halte-garderie)
- Les Pêcheurs du plan d’eau de la Gâne
- Office de Tourisme
- V.A.C.C. (VIRAD'A AUTO-CLUB CREUSOIS)
- Club des sources vives (Club Générations Mouvement ex : Club des Ainés ruraux)

Clubs sportifs :
- Basket Club Chambon-Evaux
- C.C. Mainsat (Cercle Cycliste Mainsat)
- C.N. Évaux-les-Bains (Club Nautique Évaux-les-Bains -natation)
- Club de Viet Vo Dao Evahonien
- E.S.E.B. (Entente Sportive Évaux Budelière [foot])
- Judo Club Évahonien
- Tennis Club des Combrailles (regroupant les communes d'Auzances, de Chambon-sur-Voueize et d'Évaux-les-Bains)

## Festivités et manifestations
- Fête du Pain, du Vin et des Fromages (organisée par le Comité des fêtes)
- Fête Patronale avec les bandas (organisée par le Comité des fêtes)
- Festival Rock & Motos ROUTE996 (organisée par l'Amicale du Marché Vieux)
- La Virad'a Collection de vieille voiture (organisée par le V.A.C.C. et avec la participation l’Office de Tourisme)
- Téléthon
- Vide Grenier du 15 août (organisée par l'Amicale des Commerçants)
- Pèlerinage de St Marien (organisée par l'Association diocésaine - Paroisse St Marien)
- Pèlerinage des Rochers de Bord (organisée par l'Association diocésaine - Paroisse St Marien)
- Fête de la Musique du 21 juin (organisée par l'Office de Tourisme)
- Feu d'artifice du 14 juillet (organisée par l'Office de Tourisme, le Comité des fêtes, l'Amicale des Commerçants, et L'Amicale des Sapeurs Pompier d'Evaux)
- Festif'été (organisée par l'Office de Tourisme, les Thermes et toutes les associations)
- Le festival des granges (final)
- Les Journées du Patrimoine (organisées par "Evaux, son histoire et son patrimoine" et l'Office de Tourisme)
- Les concerts des vendredi de 18 h à 19h30, en juillet et août (organisé par l'Office de Tourisme)
- Critérium de l'Agriculture et du Monde Rural (organisé par cc mainsat)

## Santé
Professionnels et établissements de santé :
- Le centre hospitalier Les Genêts d'Or est un établissement public de santé, soins de suite et réadaptation, moyen séjour, long séjour.
- E.H.P.A.D Les Genets d'Or : hébergements
- E.H.P.A.D 'Anne d'Ayen' : hébergements
- Un cabinet médical place Serge Cléret
- Une pharmacie 3 rue de Verdun
- 2 cabinets d'infirmières

1. Cabinet 22 avenue de la République
2. Cabinet de soins infirmiers 2 rue du Marché-Vieux

### Thermalisme

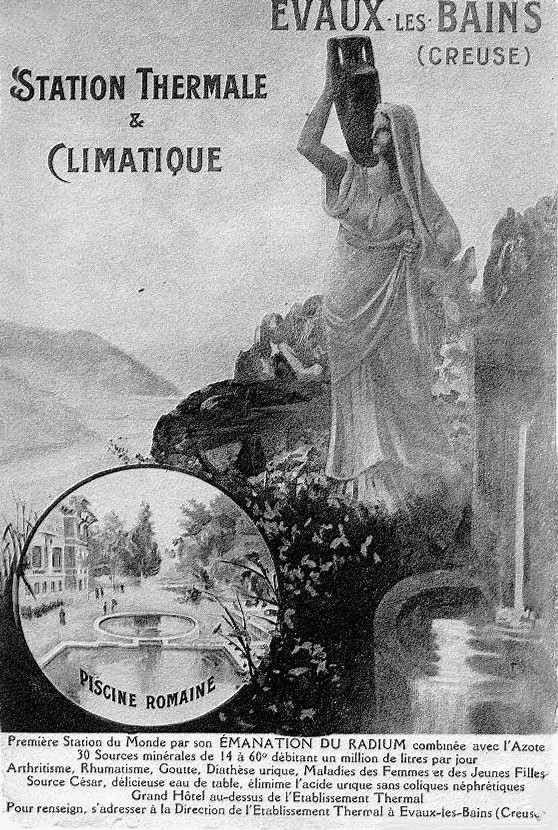

| À Évaux-les-Bains, le thermalisme remonte à l'époque gallo-romaine ; il prend réellement son essor au milieu du XIXe siècle avec la construction de l'actuel établissement thermal. Il y a deux sources dont la température atteint 60 °C ; les eaux sont sulfatées-sodiques, faiblement minéralisées. Évaux est la seule station thermale du Limousin ; elle est spécialisée dans le traitement des affections rhumatologiques et veineuses. |

## Lieux et monuments

### Patrimoine religieux

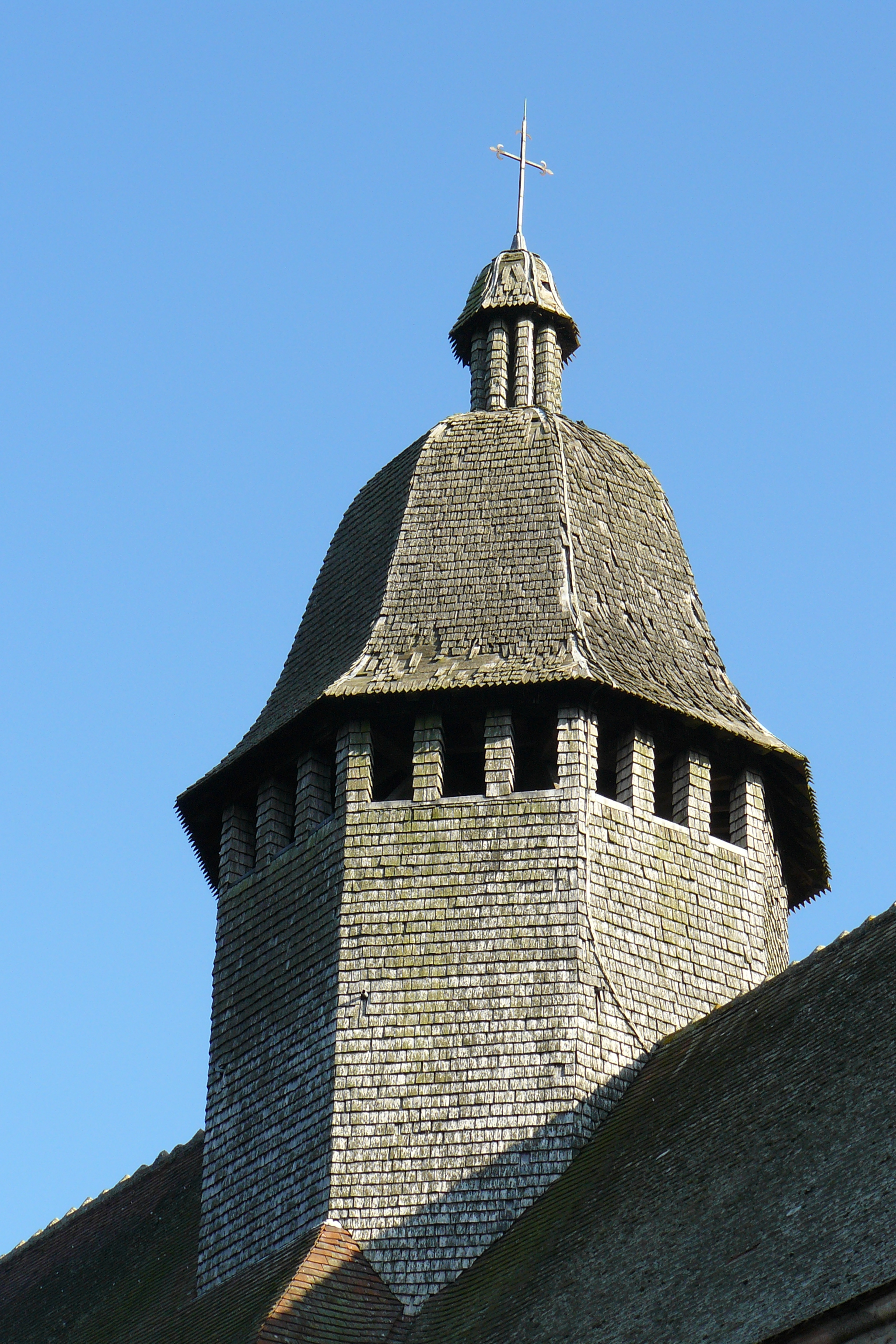
L'église St-Pierre-et-St-Paul (clocheton)[49].
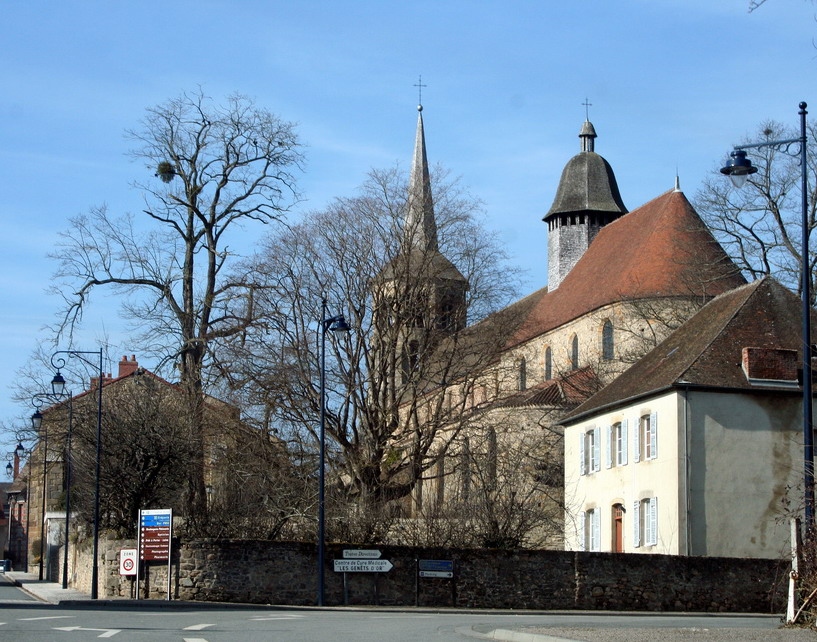
L'église St-Pierre-et-St-Paul et le presbytère.
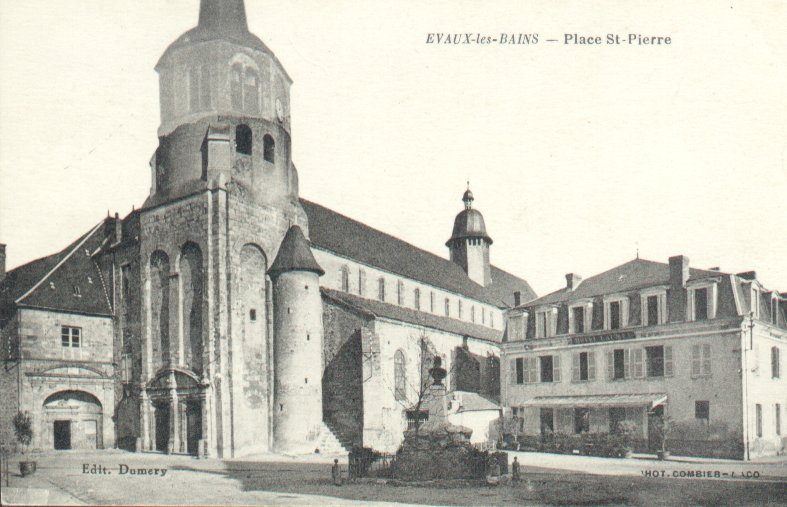
Église.

- Abbatiale Saint-Pierre-Saint-Paul[50], joyau de l'époque romane ( Classé MH (1841))[51], ancienne église de la prévôté de l'ordre de saint Augustin, remaniée du XIIe au XVIIe siècle[52] : clocher-porche XIe – XIIe siècles à cinq étages, avec flèche couverte de bardeaux, chapiteaux XIe, voûtes d'ogives XVe détruites en 1942 et restaurée en réemployant la charpente d'origine, châsse en bois doré XVIIe[53]. L’abbatiale est jouxtée au sud par l'ancienne église Notre-Dame.
- Restes de l'ancien couvent des Génovéfains (IMH)[54].
- Chapelle Sainte-Radegonde (XIe et XIIe siècles), située sur la commune de Budelière[55].
- Chapelle Saint Marien (XXe siècle) au confluent de la Tardes et du Cher : pèlerinage 10 oct[56].
- Monument aux morts[57] : Conflits commémorés : Guerres 1914-1918 - 1939-1945 - Indochine (1946-1954) - AFN-Algérie (1954-1962).

### Patrimoine civil
Les bâtiments thermaux.
- Vestiges des portes de la ville : lion sculpté roman.
- Ruines du château de la Roche-Aymon (au bord du Chat-Cros) : berceau de la famille éponyme[58].
- Châteaux :
  - Monterolle ;
  - Relibert ;
  - Budeille ;
- Établissement thermal[59] :
  - Vestiges des thermes romains (piscine et mur)[60],[61]  ;
  - Établissement thermal et Grand Hôtel (1838-1847 et 1900 pour l'aile nord) ;
  - Parc.
- Viaduc de la Tardes[62],[63] sur la ligne de chemin de fer de Montluçon à Eygurande, désaffecté en 2008.
- Fontaine monumentale moderne sur la place Saint-Pierre.

### Patrimoine naturel

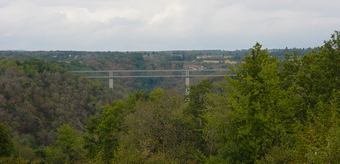
Viaduc ferroviaire sur la Tardes
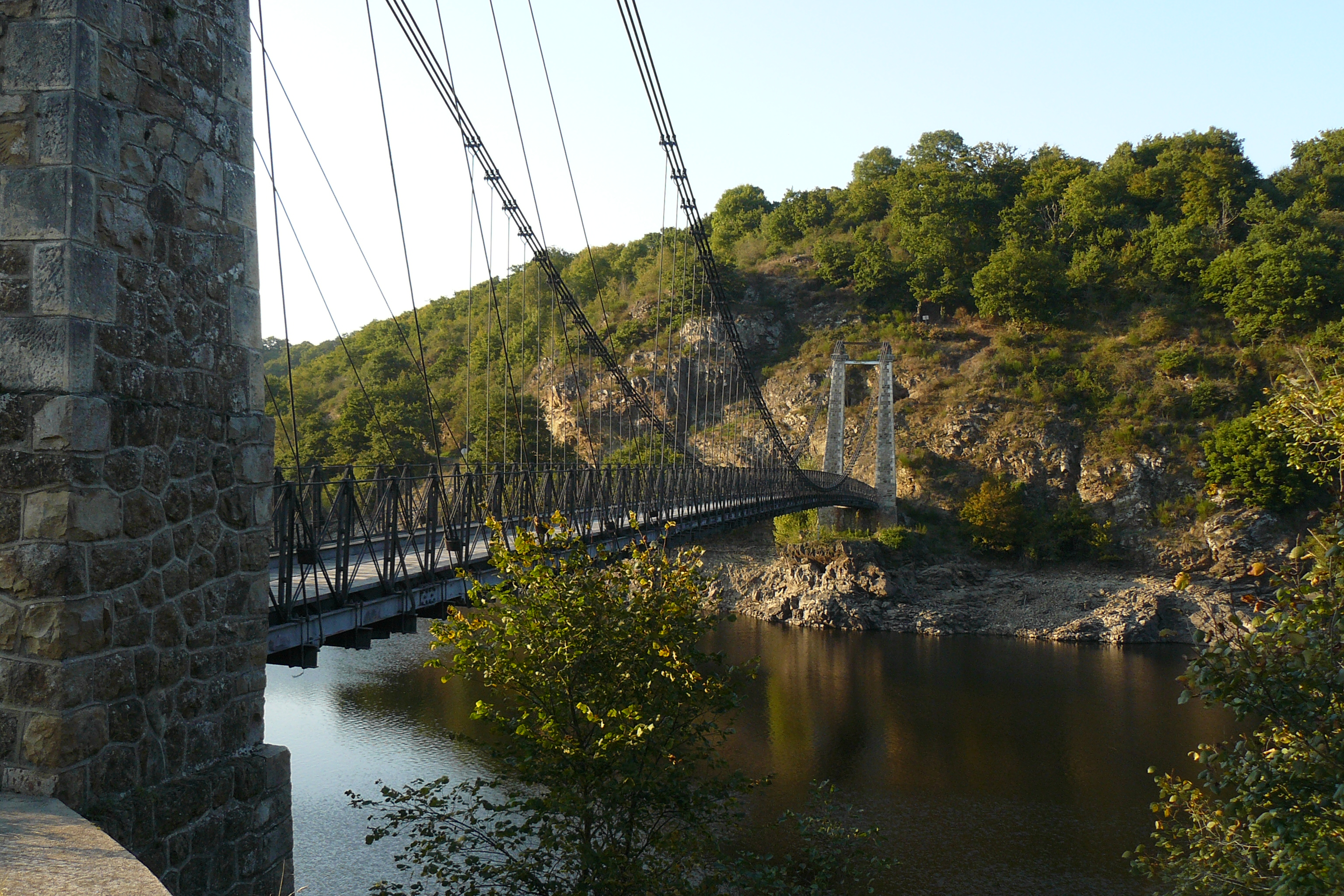
Pont suspendu
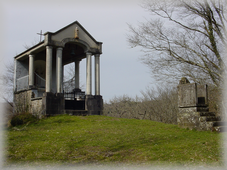
Site de Saint-Marien

- Rochers de Bord.
- Confluent du Cher et de la Tardes.
- Bois d'Évaux.
- Gorges du Chacros.
- Plan d'eau de Moneix (2 ha).
- Plan d'eau de la Gane.
- Oratoire surmonté d'une Vierge de Częstochowa, sur le chemin des Polonais qui porte ce nom en souvenir d'un camp de résidence forcée installé pour accueillir (et surveiller) les officiers polonais démobilisés pendant la Seconde guerre mondiale[64].

### Personnalités
- Marien de Combraille, ermite, mort à Évaux vers 513. Fait l'objet d'un culte catholique spécifique dans la région d'Évaux.
- Jean Ballet (1760-1832), né à Évaux, est un homme politique français.
- Jean-Baptiste Coutisson-Dumas (1746-1806), homme politique, mort à Évaux[65].
- Armand Fourot (1834-1882) né à Évaux. Maire d'Évaux et député de la Creuse de 1876 à 1882. Son buste (monument situé sur la place de l'église) est une œuvre de la sculptrice Anna Quinquaud.
- Charles-Armand Trépardoux (1853-1920), ingénieur né à Paris, mais dont la famille est originaire d'Évaux. Pionnier de l'automobile, il fut l'un des membres-fondateurs de la société De Dion-Bouton et conçut l'une des premières automobiles à vapeur (1883). Ses relations avec De Dion se détériorant et manifestant son opposition à l'orientation prise par celui-ci en faveur de la propulsion à essence, il rompit avec ses associés. Son nom disparut alors de la raison sociale de l'entreprise[66].
- Alphée Maziéras (1912-1944), né à Évaux, mort au combat le 18 novembre 1944 à Badonviller, Compagnon de la Libération[67].
- François-Xavier Demaison (1973-), acteur et humoriste français dont la famille possédait une maison à Évaux-les-Bains et où il passait les vacances de sa jeunesse[68]